# Falling into You (песня Селин Дион)
«Falling into You» (с англ. — «Растворяюсь в тебе») — песня канадской певицы Селин Дион, записанная для её четвёртого англоязычного альбома Falling into You (1996). Она была выпущена в качестве первого сингла в Европе, Австралии и Новой Зеландии 19 февраля 1996 года. Песня была впервые записана Мари-Клэр Д’Убальдо на её альбоме Marie Claire D’Ubaldo (1994). «Falling into You» заняла первое место в Испании и Греции, а также вошла в десятку лучших хитов Норвегии (восьмое место) и Великобритании (десятое место).
Сингл разошёлся тиражом 200 000 копий в Великобритании и 165 000 во Франции, где он остается недостаточно сертифицированным (должен быть серебряным). Песня вошла и в другие альбомы Дион All the Way… A Decade of Song, The Collector’s Series, Volume One, My Love: Essential Collection.

## История
Дион рассказала о процессе записи этой песни в своей автобиографии «Селин Дион: Навсегда»:
Мне не понравилась первая запись песни «Falling into You». Она со множеством нюансов, с полутонами. Я поняла, что аранжировки были слишком грубыми, мой голос недостаточно хорошо звучал. Однако все, техники, авторы, даже Дэвид и Рене, были довольны результатом. Я ничего не сказала. Но Рене почувствовал, что я несчастлива... Он спросил меня, что случилось. Я объяснила ему. Он удивился. Затем я напела ему «Falling into You», описывая после каждого раза аранжировки, которые я представляла. Он быстро согласился со мной. Я позвонила режиссеру и инженеру, чтобы объяснить, как я чувствую свою песню, какие изменения произошли. Они все согласились... Эта песня ознаменовала шаг моей эмансипации как артиста... Я стала зрелой, взрослой, самостоятельной певицей... Итак, мы вернулись в студию и снова записали «Falling into You». Она так и не стала хитом для сцены. Песня слишком милая и утонченная для толпы. Но это, на мой взгляд, одна из самых захватывающих песен на альбоме. И мне нравится ее текст.

## Критика
Старший редактор AllMusic Стивен Томас Эрлевайн отметил «Falling into You» как одну из выдающихся песен альбома. Пип Эллвуд-Хьюз из Entertainment Focus назвал её великолепной. Общеевропейский журнал Music & Media написал, что это медленная колыбельная, акцентированная во вступлении и в конце испанскими гитарами, воинственно звучащими барабанными дробями и небрежным саксофонным риффом типа шепота. Рецензент Music Week оценил её на пять баллов из пяти, добавив: Меньше значит больше в этой сдержанной, ангельски спетой балладе, вполне возможно, самой красивой на сегодняшний день. Кристофер Смит из TalkAboutPopMusic отметил, что она знойная и страстная.

## Видеоклип
Клип на эту песню был снят британским режиссёром Найджелом Диком 18-19 января 1996 года в Горбио, Франция, и выпущен в феврале 1996 года. Все начинается в маленькой деревне. Дион играет женщину, которая принадлежит к группе цирковых артистов. Она получает цветы от маленького мальчика. Он явно доставляет их для мужчины. На карточке написано «Bonne шанс (Удачи)». Дион, держащая цветы, начинает петь. Затем она садится за туалетный столик перед зеркалом. Клоун помогает ей надеть длинноволосый парик. Вечером цирк выступает перед толпой людей. Выступают разные артисты, а певица стоит, прислонившись к каменной стене. Затем на сцену выходит артист огня, и Дион помогает ему, передавая факелы, пока он выступает. В одной сцене она протягивает ему одну из них, но вместо этого он берет другую. Дион убегает в темноту, уезжает на машине. Видео заканчивается тем, что она едет по извилистому горному склону при дневном свете. Там она встречает мотоциклиста, который явно ждет её. Затем они обнимают друг друга. Видео было загружено на YouTube в 2011 году. В августе 2020 года он набрал более 11 700 000 просмотров.

## Трек-лист
| European CD and UK cassette single 1. «Falling into You» — 4:18 2. «I Don’t Know» — 4:38 French CD single 1. «Falling into You» — 4:18 2. «Le ballet» — 4:23 | Australian/European/UK CD maxi-single 1. «Falling into You» — 4:18 2. «I Don’t Know» — 4:38 3. «Le ballet» — 4:23 UK CD maxi-single #2 1. «Falling into You» — 4:17 2. «If That’s What It Takes» — 4:09 3. «The Colour of My Love» — 3:23 |

## Чарты
| Чарт(1996)                         | Высшая позиция |
| ---------------------------------- | -------------- |
| Австралия (ARIA)                   | 12             |
| Австрия (Ö3 Austria Top 40)        | 28             |
| Бельгия/Фландрия (Ultratop 50)     | 20             |
| Бельгия/Валлония (Ultratop 50)     | 11             |
| Europe (European Hot 100 Singles)  | 11             |
| Europe (Adult Contemporary)        | 3              |
| Франция (SNEP)                     | 11             |
| Германия (GfK)                     | 71             |
| Hungary (Single Top 40)            | 10             |
| Hungary (Rádiós Top 40)            | 6              |
| Iceland (Íslenski Listinn Topp 40) | 20             |
| Ирландия (IRMA)                    | 15             |
| Italy (Musica e dischi)            | 19             |
| Нидерланды (Dutch Top 40)          | 21             |
| Нидерланды (Single Top 100)        | 18             |
| Новая Зеландия (Recorded Music NZ) | 21             |
| Норвегия (VG-lista)                | 8              |
| Poland (ZPAV Airplay)              | 6              |
| Шотландия (OCC Scotland)           | 15             |
| Spain (AFYVE)                      | 1              |
| Швеция (Sverigetopplistan)         | 44             |
| Швейцария (Schweizer Hitparade)    | 19             |
| Великобритания (OCC UK Singles)    | 10             |

| Чарт(1996)                        | Позиция |
| --------------------------------- | ------- |
| Australia (ARIA)                  | 98      |
| Belgium (Ultratop 50 Wallonia)    | 67      |
| Europe (European Hot 100 Singles) | 78      |
| France (SNEP)                     | 92      |
| Netherlands (Dutch Top 40)        | 165     |
| UK Singles (OCC)                  | 81      |

## Сертификации
| Регион                                                                      | Сертификация | Продажи |
| --------------------------------------------------------------------------- | ------------ | ------- |
| Великобритания (BPI)                                                        | Серебряный   | 200 000 |
| Данные о продажах + прослушиваниях приведены только на основе сертификации. |              |         |